# 라우리 잉만
라르스(라우리) 요한네스 잉만(핀란드어: Lars (Lauri) Johannes Ingman, 1868년 6월 30일 ~ 1934년 10월 25일)은 핀란드의 신학자, 성직자, 정치인이었다. 1916년부터 1930년까지 그는 헬싱키 대학교의 실천 신학 교수였다. 그는 또한 그가 당 대변인과 여러 내각에서 장관으로 활동을 했던 보수적인 국민연합당의 당원이었으며, 1918년부터 1919년, 1924년에서 1925년, 두 차례 핀란드의 총리로서 재임하였다. 1930년에 그는 핀란드 복음 루터교회의 수장, 투르쿠 대주교로 선정되었다.

## 참고
1. ↑  “Ministerikortisto”. Valtioneuvosto.[깨진 링크(과거 내용 찾기)]
2. ↑  “Edustajamatrikkeli”. Eduskunta. 2012년 4월 5일에 원본 문서에서 보존된 문서. 2013년 11월 9일에 확인함.

| 전임 유호 쿠스티 파시키비 (1918년) 아이모 카얀데르 (1924년) | 제3대 핀란드의 총리 1918년 11월 27일 – 1919년 4월 17일 1924년 5월 31일 - 1925년 3월 31일 | 후임 카를로 카스트렌 (1919년) 안티 툴렌헤이모 (1925년) |